# Goschenreith (Gemeinde Karlstein)
Goschenreith ist eine Ortschaft und eine Katastralgemeinde der Marktgemeinde Karlstein an der Thaya im Bezirk Waidhofen an der Thaya in Niederösterreich. Die Ortschaft hat 60 Einwohner (Stand 1. Jänner 2024).

## Geografie
Das Dorf befindet sich südlich von Karlstein und ist von der Landesstraße L59 über die L8070 erreichbar. Am 1. April 2020 umfasste die Ortschaft 29 Adressen.

## Siedlungsentwicklung
Zum Jahreswechsel 1979/1980 befanden sich in der Katastralgemeinde Goschenreith insgesamt 33 Bauflächen mit 15.242 m² und 38 Gärten auf 18.913 m², 1989/1990 gab es 32 Bauflächen. 1999/2000 war die Zahl der Bauflächen auf 117 angewachsen und 2009/2010 bestanden 56 Gebäude auf 117 Bauflächen.

## Geschichte
Im Jahr 1822 wurde der Ort als Dorf mit 19 Häusern genannt, das nach Speisendorf eingepfarrt war, wohin auch die Kinder eingeschult wurden. Die Herrschaft Karlstein besaß die Ortsobrigkeit, übte die Landgerichtsbarkeit aus, besorgte die Konskription und hatte die Grundherrschaft inne.
Laut Adressbuch von Österreich waren im Jahr 1938 in Goschenreith eine Butter- und Eierhändlerin, ein Gastwirt, ein Schmied, ein Schuster und mehrere Landwirte ansässig. Im Zuge der Niederösterreichischen Kommunalstrukturverbesserung trat die damalige Ortsgemeinde Eggersdorf, welcher auch Goschenreith angehörte, per 1. Jänner 1967 der Marktgemeinde Karlstein an der Thaya bei.

## Bodennutzung
Die Katastralgemeinde ist landwirtschaftlich geprägt. 123 Hektar wurden zum Jahreswechsel 1979/1980 landwirtschaftlich genutzt und 86 Hektar waren forstwirtschaftlich geführte Waldflächen. 1999/2000 wurde auf 122 Hektar Landwirtschaft betrieben und 88 Hektar waren als forstwirtschaftlich genutzte Flächen ausgewiesen. Ende 2018 waren 118 Hektar als landwirtschaftliche Flächen genutzt und Forstwirtschaft wurde auf 88 Hektar betrieben. Die durchschnittliche Bodenklimazahl von Goschenreith beträgt 36,3 (Stand 2010).